# Aeroportul Internațional Ángel Albino Corzo
Aeroportul Internațional Ángel Albino Corzo (IATA: TGZ, ICAO: MMTG) este un aeroport din Chiapa de Corzo⁠(d), Chiapa de Corzo⁠(d), Chiapas, Mexic ce deservește zona Tuxtla Gutiérrez. Aeroportul a fost tranzitat în 2022 de 1.590.178 de pasageri.
Situat la o altitudine de 457 m, aeroportul dispune de 1 pistă.

## Infrastructură

### Piste
Aeroportul dispune de o singură pistă. Pista are orientarea 14/32. 